# Гімн Абхазії
Перемо́га (абх. Аиааира) — національний гімн Абхазії. 
| Кирилиця Шәнеибац, шәнеибац, Аҧсуаа рыҷкәынцәа. Аҧсны азыҳәан Ашьа казҭәаз, Аҧсуаа рыҷкәынцәа. Ахақәиҭраз Ашьа казҭәаз, Аҧсуаа рыҷкәынцәа. О-ҳо-ҳо-о ҳо-о-Рада О-ҳо-ҳо-о ҳо-о-Рада-Ра! Ажәҩан мрадоуп, еҵәадоуп Уара уда Аҧсынра! Еҵәa-бырлаш Аҧсынтәла, Улҧха згәаҵақәа ирҭыҧхо, Геи-шьхеи рыҧшӡара заҧшнылаз. Жәлар ламысла иҳаракоит. Рада, Реида, Рарира Рада, Рерама, Рерашьа. Нарҭаа риира-зиироу Афырхацәа Ран-Гуашьа Аҧсынтәыла-иҧшьоч атәыла Зхы здиныҳәалаз Анцәа Зқьышықәасала имҩасхьо гылоуп Рыжәаҩа еибырҭоит уҧацәа. Шәнеибац Аҧсныжәлар! Аишьцәа, шәнеибац! Нхыҵ-аахыҵ ҳаицуп! Ҳазшаз илаҧш Ҳхыуп иаҳхымшәо Ҧеҧш лаша ҳзышуп! Шәнеибац, Аҧсныжәлар, Игылеит ҳамра, Иақәым ҭашәара! Урылагәыргьа, Анра-аҳшара Шьардаамҭа, Аҧсынра. | Латинка Šwneibaç, šwneibaç, Aƥsuaa ryćkwynçwa. Aƥsny azyhwan Aśa kazţwaz, Aƥsuaa ryćkwynçwa. Axaķwiţraz Aśa kazţwaz, Aƥsuaa ryćkwynçwa. O-ho-ho-o ho-o-Rada O-ho-ho-o ho-o-Rada-Ra! Ažwøan mradoup, ecwadoup Uara uda Aƥsynra! Ecwa-byrlaš Aƥsyntwla, Ulƥxa zgwacaķwa irţyƥxo, Gei-śxei ryƥšʒara zaƥšnylaz. Žwlar lamysla iharakoit. Rada, Reida, Rarira Rada, Rerama, Reraśa. Narţaa riira-ziirou Afyrxaçwa Ran-Guaśa Aƥsyntwyla-iƥśoḉ atwyla Zxy zdinyhwalaz Ançwa Zķ́yšyķwasala imøasx́o gyloup Ryžwaøa eibyrţoit uƥaçwa. Šwneibaç Aƥsnyžwlar! Aiśçwa, šwneibaç! Nxyc-aaxyc haiçup! Hazšaz ilaƥš Hxyup iahxymšwo Ƥeƥš laša hzyšup! Šwneibaç, Aƥsnyžwlar, Igyleit hamra, Iaķwym ţašwara! Urylagwyrǵa, Anra-ahšara Śardaamţa, Aƥsynra. |